# Яприково
Япри́ково (рос. Япрыково, башк. Япрыҡ) — село у складі Туймазинського району Башкортостану, Росія. Входить до складу Ільчимбетовської сільської ради.
Населення — 755 осіб (2010; 659 у 2002).
Національний склад:
- башкири — 68 %
- татари — 27 %